# LoveStoned
«LoveStoned» (так же известна как «LoveStoned/I Think She Knows») — песня, записанная американским певцом и автором песен Джастином Тимберлейком для его второго студийного альбома FutureSex/LoveSounds (2006). Она была выпущена 5 июня 2007 года. Песня была написана и спродюсирована Тимберлейком, Тимоти Мосли и Нейтом Хиллзом. В отличие от темы альбома о сексуальных намёках с темами любви, «LoveStoned» содержит сексуально наводящие тексты. В музыкальном плане «LoveStoned» — это танцевальная песня, контрастирующая с интерлюдией «I Think She Knows», которая имеет более медленное, спокойное, гитарное звучание. Песня получила премию «Грэмми» в номинации «Лучшая танцевальная песня» на церемонии 2008 года. Официальный ремикс от Justice, Tiësto и Kaskade был выпущен позже.

## Создание и релиз

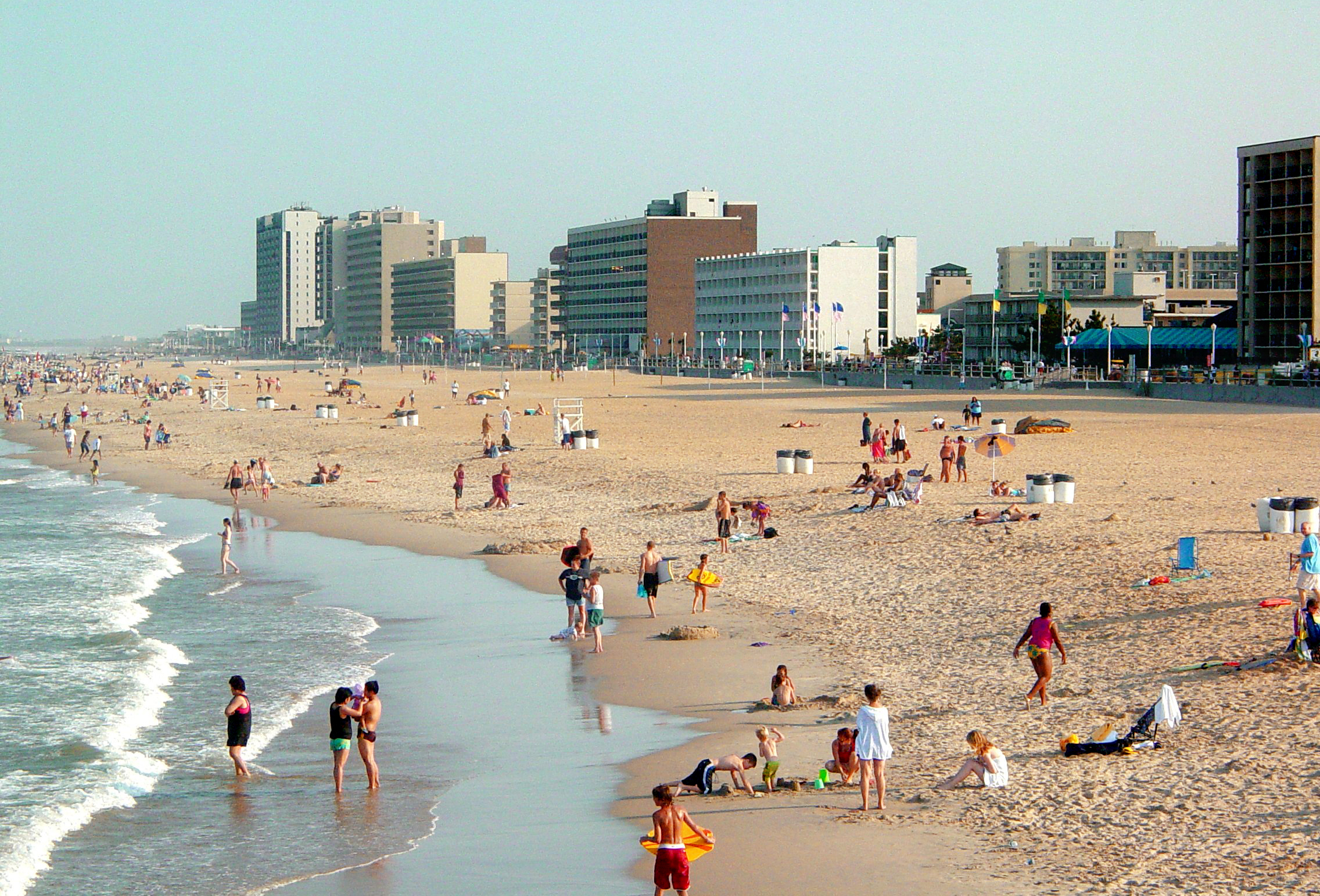
Альбом «LoveStoned» был записан в студии Thomas Crown Studios, расположенной в Вирджиния-Бич, штат Вирджиния (на фото).

После выхода своего дебютного сольного альбома Justified в 2002 году Тимберлейк подумал, что он «потерял голос» в том смысле, что ему не нравилось то, что он делает. Он чувствовал себя «перегоревшим» после Justified; это частично изменило направление его карьеры, и он взял перерыв в музыкальной индустрии и стал сниматься в фильмах. Когда он почувствовал вдохновение, чтобы снова сочинять песни, он решил не воссоединяться со своей бывшей группой NSYNC, хотя рассматривал такую возможность после записи первого альбома. Вместо этого он отправился в студию бывшего соавтора Justified Тимоти Мосли в Вирджиния-Бич, штат Вирджиния, чтобы начать работу над своим вторым альбомом. Однако ни один из них не имел представления о том, каким будет альбом — у них не было ни плана его создания, ни даже названия. «LoveStoned / I Think She Knows» была написана Джастином Тимберлейком, Тимоти Мосли и Нейтом Хиллсом как песня о сексуальной любви. В интервью MTV News, рекламируя свой второй альбом FutureSex/LoveSounds, Тимберлейк рассказал, что первая половина альбома в целом посвящена сексу. Песня «LoveStoned» содержит лирику сексуального характера, в которой есть строчка: «Она пойдёт домой со мной сегодня вечером». «LoveStoned» первоначально планировалось выпустить на радио в Соединённых Штатах в апреле 2007 года.

## Композиция
«LoveStoned/I Think She Knows» — песня в стиле R&B и арт-рок. Песня написана в тональности фа-минор и выдержана в временной сигнатуре общего времени с темпом 120 ударов в минуту. Первая часть песни «LoveStoned» начинается с «хвастовства», а интерлюдия «I Think She Knows» переходит в «обожаемую двухминутную песню о любви к кому-то особенному». В песне также звучит «битбокс». Музыкальный пейзаж включает струнные аранжировки в обеих песнях и «знаменитый фальцет» Тимберлейка. В интервью для Rolling Stone Тимберлейк признался, что «гулкая гитарная интерлюдия» в песне «I Think She Knows» была вдохновлена альтернативной рок-группой Interpol. Мартин Туренн из The Georgia Straight описал «LoveStoned» как «диско-трек космической эры, в котором он [Тимберлейк] рапсодирует о статной богине, которая накладывает на него похотливые наркотические чары, оставляя его беззащитным перед её хищными кознями». Рассел Бейли из The New Zealand Herald сообщил, что в песне звучит «проворный фанк». Джон Парелес из The New York Times отметил, что звучание было похоже на песню «Billie Jean» 1983 года исполнителя Майкла Джексона. Парелес заключил, что «пульсирующая гитарная аранжировка» трека была похожа на рок-группу U2.
Кристи Лемир из Associated Press описала тему песни так: «Джастин видит великолепную девушку на полу и жаждет вернуть её в VIP-комнату и/или просто взять и увезти прямо домой». Барри Шварц из журнала Stylus интерпретировал точку зрения Тимберлейка, заявив, что «LoveStoned» — это «кайф от секса». Камерон Адамс из Herald Sun сказал, что FutureSex/LoveSounds — это альбом «для спальни». Туренн заключил, что сингл — это не просто песня, «это начало сценария садо-мазо-порно».

## Реакция

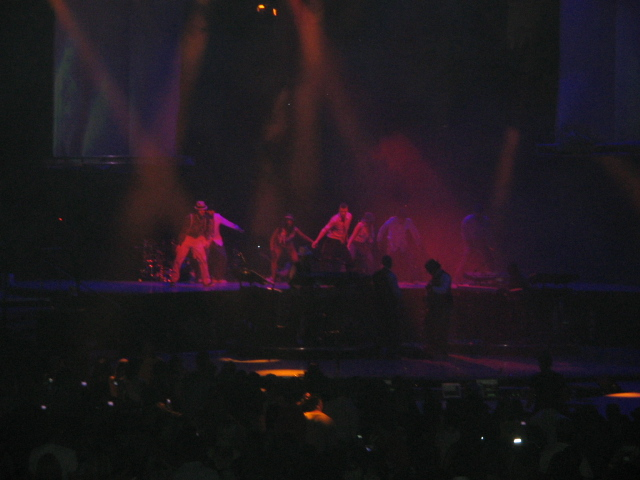
Джастин Тимберлейк исполняет песню «LoveStoned» во время концертного тура FutureSex/LoveShow в 2007 году.

В рецензии на альбом, опубликованной в Entertainment Weekly, критик Крис Уиллман написал: «Превосходные треки, такие как „LoveStoned“ и „What Comes Around“, предполагают счастливый средний путь, где Тимберлейк может в равной степени использовать хитроумные биты Тимоти Мосли и свой собственный вокальный гений». Тим Финни из Pitchfork Media описал песню как «блестяще… плотный, обрезанный диско-фанк» и далее сказал, что она «стремительно падает в великолепную меланхолию „I Think That She Knows“, все гитарные переливы MOR-рока и невесомые струнные, тот же припев… трансформируется из увлечения в параноидальное и элегическое признание наркомана». Лорен Мёрфи из Entertainment.ie отметила «LoveStoned» как превосходный и «сексуальный, многослойный роман с вдохновенными скрипичными интервалами, а последовательная интерлюдия — это стильный кусочек ловко спродюсированной поп-музыки». Люси Дэвис из BBC написала: «LoveStoned» — отличный трек, с рубящими скрипками, битбоксом и бонго. Интерлюдия «I Think She Knows», которая следует за ней, очень красивая, мерцающая и блестяще построенная". Джона Вайнер из Blender написал: «От скрежещущей „SexyBack“ до просачивающейся „LoveStoned“… вибрации все заразительны, лихорадочное нарастание». Rolling Stone считает, что песня «LoveStoned/I Think She Knows» стала «безумным пиком» «исторического творческого ролла» Тимберлейка и Тимоти Мосли.
На 50-й церемонии вручения премии «Грэмми» песня «LoveStoned» получила премию «Грэмми» в категории «Лучшая танцевальная запись». Она заняла четвёртое место в списке «Лучших песен 2007 года» по версии журнала Entertainment Weekly.
Французский электронный дуэт Justice выпустил ремикшированную версию «LoveStoned» в июле 2007 года. Голландского музыканта Тиесто попросили сделать ремикс на «LoveStoned», и он выпустил свою версию песни на своём еженедельном радиошоу под названием Tiësto’s Club Life, который он затем выпустил в iTunes. Гитаристка Каки Кинг записал кавер-версию песни «I Think She Knows» для альбома-компиляции Engine Room Recordings Guilt by Association Vol. 2, который вышел в ноябре 2008 года. Penn Masala, популярная акапельная группа южно-азиатского фьюжн, записала акапельный кавер на песню «LoveStoned», объединённую с песней «Ya Ali» из болливудского фильма «Гангстер». Песня была выбрана для участия в конкурсе Best of A Cappella (BOCA) 2010.

## Коммерческий успех
В Северной Америке сингл был официально представлен на радио в июне 2007 года. «LoveStoned» появился в Billboard Hot 100 и дебютировал под номером 85, и на 17 месте в чарте Hot Digital Songs. Она появилась в Billboard’s Pop 100 на седьмой позиции. «LoveStoned/I Think She Knows» достигла первого места в Billboard’s Hot Dance Club Play и Hot Dance Airplay. После выпуска песня «LoveStoned/I Think She Knows» была загружена 39 000 раз на iTunes по состоянию на февраль 2007 года. По состоянию на 2018 год песня была продана в количестве 1,12 миллиона копий.
Трек вошёл в десятку лучших в девяти странах. Песня «LoveStoned» появилась в UK Singles Chart 23 июня 2007 года на позиции № 63. Она достигла пика на 11 месте, провела девятнадцать недель в чарте, а затем сошла с дистанции на 95 месте. Песня заняла первые пять мест в Нидерландах, Южной Африке и Турции, и вошла в десятку лучших в Дании, Финляндии, Италии и Швеции.

## Видеоклип
Съёмки клипа проходили в студии Web Studios в Салфорде, Англия, под руководством Роберта Хейлза. Для создания световых эффектов Тимберлейку и Хейлзу потребовалось использовать 600 киловатт мощности осветительных приборов — больше, чем когда-либо использовали студии. Визуальные эффекты для видео были созданы многопрофильной дизайн-студией Blind.
В клипе Тимберлейк изображён в виде голубой частоты. На протяжении всей части клипа в этой форме также изображены женщина и сердце. В середине песни Тимберлейка можно увидеть играющим на электрогитаре. Кроме того, в видео вырезана первая половина интерлюдии «I Think She Knows Interlude». В конце Тимберлейк поёт на белом фоне с электронными импульсами, проходящими по холмам позади него, что символизирует его душевное состояние в трансе.
Премьера видеоклипа на песню «LoveStoned/I Think She Knows» состоялась на Yahoo! Music 13 июня 2007 года и на MuchMusic’s MuchOnDemand 14 июня 2007 года. Премьера клипа в Total Request Live (TRL) состоялась 18 июня, а 19 июня он дебютировал на девятом месте.

## Живое исполнение
Тимберлейк исполнил песню «LoveStoned» вживую на церемонии MTV Europe Music Awards 2006, на церемонии вручения премии MTV Video Music Awards 2007 года и снова на показе мод Victoria’s Secret.
Песня входила в сет-лист концертов FutureSex/LoveShow (2007), Legends of the Summer (2013), The 20/20 Experience World Tour (2013-15) и The Man of the Woods Tour (2018-19).
Кроме того, она была включена в сет-лист трёх фестивалей Rock in Rio в 2013, 2014 и 2017 годах.

## Чарты
| Чарт (2007—2008)                       | Наив. позиция |
| -------------------------------------- | ------------- |
| Австралия (ARIA)                       | 11            |
| Австрия (Ö3 Austria Top 40)            | 21            |
| Бельгия/Фландрия (Ultratop 50)         | 14            |
| Бельгия/Валлония (Ultratop 50)         | 29            |
| Канада (Billboard Canadian Hot 100)    | 5             |
| Канада (Billboard CHR/Top 40)          | 2             |
| Канада (Billboard Hot AC)              | 3             |
| СНГ (Tophit)                           | 25            |
| Чехия (Rádio Top 100)                  | 17            |
| Дания (Tracklisten)                    | 12            |
| Europe (Eurochart Hot 100)             | 14            |
| Финляндия (Suomen virallinen lista)    | 7             |
| Франция (SNEP)                         | 28            |
| Германия (GfK)                         | 15            |
| Венгрия (Rádiós Top 40)                | 4             |
| Венгрия (Dance Top 40)                 | 13            |
| Ирландия (IRMA)                        | 12            |
| Италия (FIMI)                          | 10            |
| Нидерланды (Dutch Top 40)              | 5             |
| Нидерланды (Single Top 100)            | 8             |
| Новая Зеландия (Recorded Music NZ)     | 17            |
| Словакия (Rádio Top 100)               | 22            |
| Швеция (Sverigetopplistan)             | 9             |
| Швейцария (Schweizer Hitparade)        | 19            |
| Великобритания (UK Singles Chart)      | 11            |
| США (Billboard Hot 100)                | 17            |
| США (Billboard Adult Top 40)           | 28            |
| США (Billboard Dance Club Songs)       | 1             |
| США (Billboard Dance/Mix Show Airplay) | 1             |
| США (Billboard Mainstream Top 40)      | 4             |
| США (Billboard Rhythmic)               | 26            |

| Чарт (2007)                            | Позиция |
| -------------------------------------- | ------- |
| Австралия (ARIA)                       | 75      |
| Бельгия (Ultratop 50 Flanders)         | 60      |
| СНГ (Tophit)                           | 97      |
| Европа (Eurochart Hot 100)             | 89      |
| Венгрия (Rádiós Top 40)                | 36      |
| Нидерланды (Dutch Top 40)              | 21      |
| Нидерланды (Single Top 100)            | 63      |
| Швейцария (Schweizer Hitparade)        | 96      |
| США Billboard Hot 100                  | 96      |
| США Dance Club Songs (Billboard)       | 49      |
| США Dance/Mix Show Airplay (Billboard) | 18      |
| Россия (Love Radio)                    | 39      |

## Сертификация
| Регион | Сертификация | Продажи   |
| --- | ------------ | --------- |
| Австралия (ARIA) | Платиновый   | 70 000    |
| Дания (IFPI Danmark) | Золотой      | 7500^     |
| Великобритания (BPI) | Серебряный   | 200 000   |
| США (RIAA) | Золотой      | 1,120,000 |
| ^ Данные о тиражах приведены только на основе сертификации. · Данные о продажах + прослушиваниях приведены только на основе сертификации. |              |           |

## История релизов
| Регион         | Дата             | Формат                         | Лейбл | Прим.   |
| -------------- | ---------------- | ------------------------------ | ----- | ------- |
| Россия         | 5 июня 2007      | Contemporary hit radio         | Sony  | [ 94 ]  |
| Франция        | 29 июня, 2007    | Цифровая дистрибуция           | Sony  | [ 95 ]  |
| Великобритания | 29 июня, 2007    | Цифровая дистрибуция           | RCA   | [ 96 ]  |
| США            | 10 июля 2007     | Rhythmic radio                 | Jive  | [ 97 ]  |
| США            | 17 июля 2007     | Mainstream radio               | Jive  | [ 98 ]  |
| Германия       | 20 июля, 2007    | CD-сингл                       | Sony  | [ 99 ]  |
| Германия       | 20 июля, 2007    | Макси-сингл                    | Sony  | [ 100 ] |
| США            | 7 августа 2007   | 12" сингл                      | Jive  | [ 101 ] |
| Канада         | 14 августа 2007  | 12" сингл                      | Sony  | [ 102 ] |
| Франция        | 11 сентября 2007 | Цифровая дистрибуция — Ремиксы | Sony  | [ 103 ] |
| Великобритания | 11 сентября 2007 | Цифровая дистрибуция — Ремиксы | RCA   | [ 104 ] |
| США            | 11 сентября 2007 | Цифровая дистрибуция — Ремиксы | Jive  | [ 105 ] |
| Германия       | 22 января 2008   | 12" сингл                      | Sony  | [ 106 ] |